# Lijst van snoepmerken
Dit is een lijst van snoepmerken die op Wikipedia apart besproken worden.
Het onderscheid met snoepsoorten is soms niet gemakkelijk te maken, doordat merknamen soortnamen kunnen worden. Zie daarom ook Lijst van soorten snoep.

## A
- After Eight
- Autodrop

## B
- Babelutten
- Balisto
- Bounty
- Bros

## C
- Celebrations
- Cha-Cha
- Chiclets
- Chokotoff
- Chupa Chups

## D
- Daim

## F
- Fisherman's Friend
- Fruittella

## H
- Haribo
- Hershey's

## J
- Jelly Beans

## K
- Katja
- Kinder Bueno
- KING
- KitKat
- Klene
- Koetjesreep
- Kwatta

## L
- Läkerol
- Lakrisal
- Lindt
- Lion
- Look-O-Look

## M
- Maltesers
- M&M's
- Maple Leaf
- Mars
- Mentos
- Merci
- Milka
- Milky Way

## N
- Napoleon
- Nuts

## P
- Perfetti Van Melle
- PEZ
- Pop-Tart
- Potter's "Linia"

## Q
- Quality Street

## R
- Red Band
- Rolo

## S
- Skittles
- Smarties
- Snickers
- Sportlife
- Stimorol

## T
- Tic Tac
- Toblerone
- Toffifee
- Tonnema
- Topdrop
- Twix

## V
- Venco

## W
- Werther's Original
- Wilhelmina pepermunt
- Wycam's borstbol